# Система охлаждения компьютера
Система охлаждения компьютера — набор средств для отвода тепла (т.е. охлаждения, холодильная установка) от нагревающихся в процессе работы компьютерных компонентов (процессор, чипсет, транзисторы и диоды, и пр.).
Тепло в конечном итоге может утилизироваться:
1. В атмосферу (радиаторные системы охлаждения):
  1. Пассивное охлаждение (отвод тепла от радиатора осуществляется излучением тепла и естественной конвекцией)
  2. Активное охлаждение (отвод тепла от радиатора осуществляется излучением [радиацией] тепла и принудительной конвекцией [обдув вентиляторами])
2. Вместе с теплоносителем (системы жидкостного охлаждения)
3. За счёт фазового перехода теплоносителя (системы открытого испарения)

По способу отвода тепла от нагревающихся элементов системы охлаждения делятся на:
1. Системы воздушного (аэрогенного) охлаждения;
2. Системы жидкостного охлаждения;
3. Фреоновая установка;
4. Системы открытого испарения - для жидкого азота или жидкого гелия.

Также существуют комбинированные системы охлаждения, сочетающие элементы систем различных типов:
1. Ватерчиллер➤
2. Системы с использованием элементов Пельтье➤

## Системы воздушного охлаждения
Воздушное охлаждение является наиболее распространённым на компьютерах. Оно заключается в передаче тепла от нагревающегося компонента радиатору. Может быть как пассивным, так и активным. В первом случае охлаждение осуществляется за счёт естественной циркуляции воздуха, а во втором радиаторы постоянно обдуваются вентиляторами для лучшего рассеивания тепла.
При ограниченности пространства непосредственно у процессора и необходимости отводить от малой площади большой поток тепла, используют тепловые трубки — эффективность теплопередачи тепловой трубки на единицу сечения выше, чем у теплопередачи через сплошной металл; благодаря такому подходу становится возможным передавать тепло с малой площади кристалла процессора на большой радиатор, находящийся на некотором расстоянии. Данный приём используется в системах как чисто пассивного, так и активного (с вентилятором, но значительно меньшей площади/скорости вращения) охлаждения; также применяются в целях создания полностью бесшумного компьютера (напр., HTPC).

### Пассивная
Если плотность теплового потока (тепловой поток, проходящий через единицу поверхности) не превышает 0,5 мВт/см², перегрев поверхности устройства относительно окружающей среды не превысит 0,5 °C (обычно — макс. до 50—60 °C), такая аппаратура считается не теплонагруженной и не требует специальных схем охлаждения.
На компоненты с превышением этого параметра, но с относительно низким тепловыделением (чипсеты, транзисторы цепей питания, модули оперативной памяти), как правило, устанавливаются только пассивные радиаторы.
Также, при не очень большой мощности микросхемы или при ограниченной вычислительной ёмкости задач, достаточно бывает только радиатора, без вентилятора.

Оригинальный текст (англ.)Intel’s reference boundary conditions for ICH10 in an ATX system are 60 °C inlet ambient temperature and 0.25 m/s [50 lfm] of airflow. See Figure 5 below for more details on the ATX boundary conditions.

In the ATX boundary conditions listed above, the ICH10 will not require a heatsink when power dissipation is at or below 4.45 W. This value is referred to as the Package Thermal Capability, or PTC. Note that the power level at which a heatsink is required will also change depending on system local operating ambient conditions and system configuration.
— Intel® I/O Controller Hub 10 (ICH10) Family Thermal and Mechanical Design Guidelines. June 2008. Document Number: 319975-001
Принцип работы заключается в непосредственной передаче тепла от нагревающегося компонента на радиатор за счёт теплопроводности материала или с помощью тепловых трубок (или их разновидностей, таких, как термосифон и испарительная камера). Радиатор излучает тепло в окружающее пространство тепловым излучением и передаёт тепло теплопроводностью окружающему воздуху, что вызывает естественную конвекцию окружающего воздуха. Для увеличения излучаемого радиатором тепла применяют чернение поверхности радиатора.
Наиболее распространенный тип систем охлаждения в настоящее время. Отличается высокой универсальностью  — радиаторы устанавливаются на большинство компьютерных компонентов с высоким тепловыделением. Эффективность охлаждения зависит от эффективной площади рассеивания тепла радиатора, температуры и скорости проходящего через него воздушного потока.
Поверхности нагревающегося компонента и радиатора после шлифовки имеют шероховатость около 10 мкм, а после полировки — около 5 мкм. Эти шероховатости не позволяют поверхностям плотно соприкасаться, в результате чего образуется тонкий воздушный промежуток с очень низкой теплопроводностью. Для увеличения теплопроводности промежуток заполняют теплопроводными пастами.
Пассивное воздушное охлаждение центрального и графического процессоров требует применения специальных (и довольно больших) радиаторов с высокой эффективностью отвода тепла при низкой скорости проходящего воздушного потока и применяется для построения бесшумного персонального компьютера.
Особенно большую поверхность имеют радиаторы, специально созданные для работы без вентилятора, что позволяет значительно снизить шум компьютера.

### Активная
Для увеличения проходящего воздушного потока дополнительно применяют вентиляторы (совокупность его и радиатора именуют кулером). На центральный и графический процессоры устанавливаются преимущественно кулеры.
Также, на некоторые компьютерные компоненты, в частности, жёсткие диски, установить радиатор затруднительно, поэтому они принудительно охлаждаются за счёт обдува вентилятором.
Блок питания компьютера также имеет вентилятор, подключаемый непосредственно к его плате через разъём. Внутри блока питания на высоковольтных транзисторах и низковольтных диодных выпрямителях, установлены радиаторы охлаждения, поскольку данные компоненты являются одними из самых нагревающихся. Классические импульсные блоки питания имеют либо задний вентилятор на выдув, либо нижний на вдув. Последний размещается на кожухе внутри корпуса системного блока. Вентиляторы различаются размерами: на выдув — 80 мм, на вдув — 120 мм. Иногда в ходе апгрейда энтузиасты заменяют штатные вентиляторы на вентиляторы с подсветкой, чтобы украсить сборку.

## Системы жидкостного охлаждения
Принцип работы жидкостного охлаждения — передача тепла от нагревающегося компонента радиатору с помощью рабочей жидкости, которая циркулирует в системе. В качестве рабочей жидкости чаще всего используется дистиллированная вода, часто с добавками, имеющими бактерицидный и/или антигальванический эффект; иногда (не рекомендуется) — масло, антифриз, жидкий металл, или другие специальные жидкости.
Система жидкостного охлаждения состоит из:
- помпы — насоса для циркуляции рабочей жидкости;
- теплосъёмника (ватерблока, водоблока, головки охлаждения) — устройства, отбирающего тепло у охлаждаемого элемента и передающего его рабочей жидкости;
- радиатора для рассеивания тепла рабочей жидкости. Может быть активным или пассивным;
- резервуара с рабочей жидкостью, служащего для компенсации теплового расширения жидкости, увеличения тепловой инерции системы и повышения удобства заправки и слива рабочей жидкости;
- шлангов или труб, необходимых для перемещения водяного потока рабочей жидкости между остальными элементами системы жидкостного охлаждения;
- (опционально) датчика скорости потока жидкости.

Жидкость должна обладать высокой теплопроводностью, чтобы свести к минимуму перепад температур между стенкой трубки и поверхностью испарения, а также высокой удельной теплоёмкостью, чтобы при меньшей скорости циркуляции жидкости в контуре обеспечить большую эффективность охлаждения.

## Фреоновые установки
Фреоновая установка — холодильная установка, испаритель которой установлен непосредственно на охлаждаемый компонент.
Такие системы позволяют получить отрицательные температуры на охлаждаемом компоненте при непрерывной работе, что необходимо для экстремального разгона процессоров.
Недостатки:
- необходимость теплоизоляции холодной части системы и борьбы с конденсатом (это общая проблема систем охлаждения, работающих при температурах ниже температуры окружающей среды);
- трудности охлаждения нескольких компонентов;
- повышенное электропотребление;
- сложность и дороговизна.

## Ватерчиллеры
Системы, совмещающие системы жидкостного охлаждения и фреоновые установки. В таких системах антифриз, циркулирующий в системе жидкостного охлаждения, охлаждается с помощью фреоновой установки в специальном теплообменнике. 
Данные системы позволяют использовать отрицательные температуры, достижимые с помощью фреоновых установок для охлаждения нескольких компонентов (в обычных фреоновых системах охл. охлаждение нескольких компонентов затруднено). 

К недостаткам таких систем относится большая их сложность и стоимость, а также необходимость теплоизоляции всей системы жидкостного охлаждения.

## Системы открытого испарения
Установки, в которых в качестве хладагента (рабочего тела) используется сухой лёд, жидкий азот или гелий, испаряющийся в специальной открытой ёмкости (стакане), установленной непосредственно на охлаждаемом элементе. Используются в основном компьютерными энтузиастами для экстремального разгона аппаратуры («оверклокинга»). Позволяют получать наиболее низкие температуры, но имеют ограниченное время работы (требуют постоянного пополнения стакана хладагентом).

## Системы каскадного охлаждения
Две и более последовательно включенных фреоновых установок. Для получения более низких температур требуется использовать фреон с более низкой температурой кипения. В однокаскадной холодильной машине в этом случае требуется повышать рабочее давление за счет применения более мощных компрессоров. Альтернативный путь — охлаждение радиатора установки другой фреонкой (то есть их последовательное включение), за счет чего снижается рабочее давление в системе и становится возможным применение обычных компрессоров.
Каскадные системы позволяют получать гораздо более низкие температуры, чем однокаскадные и, в отличие от систем открытого испарения, могут работать непрерывно. Однако они являются и наиболее сложными в изготовлении и наладке.

## Системы с элементами Пельтье
Элемент Пельтье для охлаждения компьютерных компонентов никогда не применяется самостоятельно из-за необходимости охлаждения его горячей поверхности. Как правило, элемент Пельтье устанавливается на охлаждаемый компонент, а другую его поверхность охлаждают с помощью другой активной системы охлаждения. Недостатки: низкий КПД, необходимость защиты от конденсации влаги.

## Оптимизация

### Воздушный поток
Чем холоднее применяемая охлаждающая среда (воздух), тем эффективнее охлаждение. Более стратегически верное размещение вентиляторов улучшает воздушный поток внутри корпуса и, таким образом, снижает общую внутреннюю температуру внутри корпуса. Использование более крупных вентиляторов также повышает эффективность и снижает уровень шума. 
В руководстве AMD по системам охлаждения указывается, что применение переднего вентилятора не так существенно и в некоторых тестах в экстремальных ситуациях этот вентилятор способствует рециркуляции горячего воздуха больше чем привнесению холодного воздуха.
Моделирование воздушных потоков и влияния дизайна радиаторов возможно с использованием методов и  программных пакетов CFD. Индивидуальный вентилятор у блока питания имеет преимущество в том, что тёплый воздух, производимый блоком питания, не смешивается с воздухом внутри корпуса и напрямую выводится наружу. Моделирование показывает что, температура общего корпуса ниже у любых нижних вентиляционных отверстий, а нагрев происходит в местах с низкой скоростью воздуха из-за его затруднённой циркуляции в местах между корпусом и блоком питания и около отсека для дисководов.
Положительное давление означает, что вдув в корпус сильнее, чем выдув из корпуса. При такой конфигурация давление внутри корпуса выше, чем в окружающей среде. Отрицательное давление означает, что выдув сильнее, чем вдув. Это приводит к тому, что внутреннее давление воздуха ниже, чем в окружающей среде. Обе конфигурации имеют преимущества и недостатки. Из этих двух конфигураций положительное давление применяется наиболее часто.

### Правильное расположение вентиляторов
Вентиляторы следует располагать правильно, чтобы воздушный поток шёл в нужном направлении. Передние вентиляторы всегда должны работать на вдув, а задние — на выдув.
- Если оба вентилятора установить на вдув, внутри корпуса будет повышенное давление воздуха. В результате вентиляторы будут работать под повышенной нагрузкой и не обеспечат нормального охлаждения компонентов. Кроме того, установленный на вдув задний вентилятор будет вдувать обратно в корпус исходящий из блока питания нагретый воздух.

- Если оба вентилятора установить на выдув, циркуляция нагретого воздуха прекращается, в результате внутри будет пониженное давление, что приведёт  к накоплению пыли и перегреву компонентов.

- Если передний вентилятор выдувает, а задний вдувает, в корпусе образуется замкнутое кольцо нагретого воздуха: исходящий из блока питания нагретый воздух поступает обратно в корпус. В результате теплообмен нарушается и компоненты перегреваются.

Вентиляторы на боковой стенке можно устанавливать как угодно, но, как правило, их устанавливают на вдув.

## Предмет моды
В современных компьютерах система охлаждения, помимо своего прямого назначения, также может носить декоративный характер, например в виде подсветки вентиляторов. В зависимости от исполнения, она может иметь разный цвет и подсвечивать либо корпус, либо лопасти, либо всё сразу. 
Современные игровые компьютеры, как правило, имеют подсветку системы охлаждения по умолчанию. Нередко энтузиасты самостоятельно заменяют штатные вентиляторы на вентиляторы с подсветкой, чтобы придать системному блоку более привлекательный облик, причём, как на современных компьютерах, так и на относительно старых.